# ケンタッキー州の歴史
ケンタッキー州の歴史（ケンタッキーしゅうのれきし、英: History of Kentucky）では、現在のアメリカ合衆国ケンタッキー州に、イギリス人が植民地を建設し始めてから300年に満たない歴史を概説する。その歴史は地形の多様さや内陸にあることから影響されてきた。

## 入植

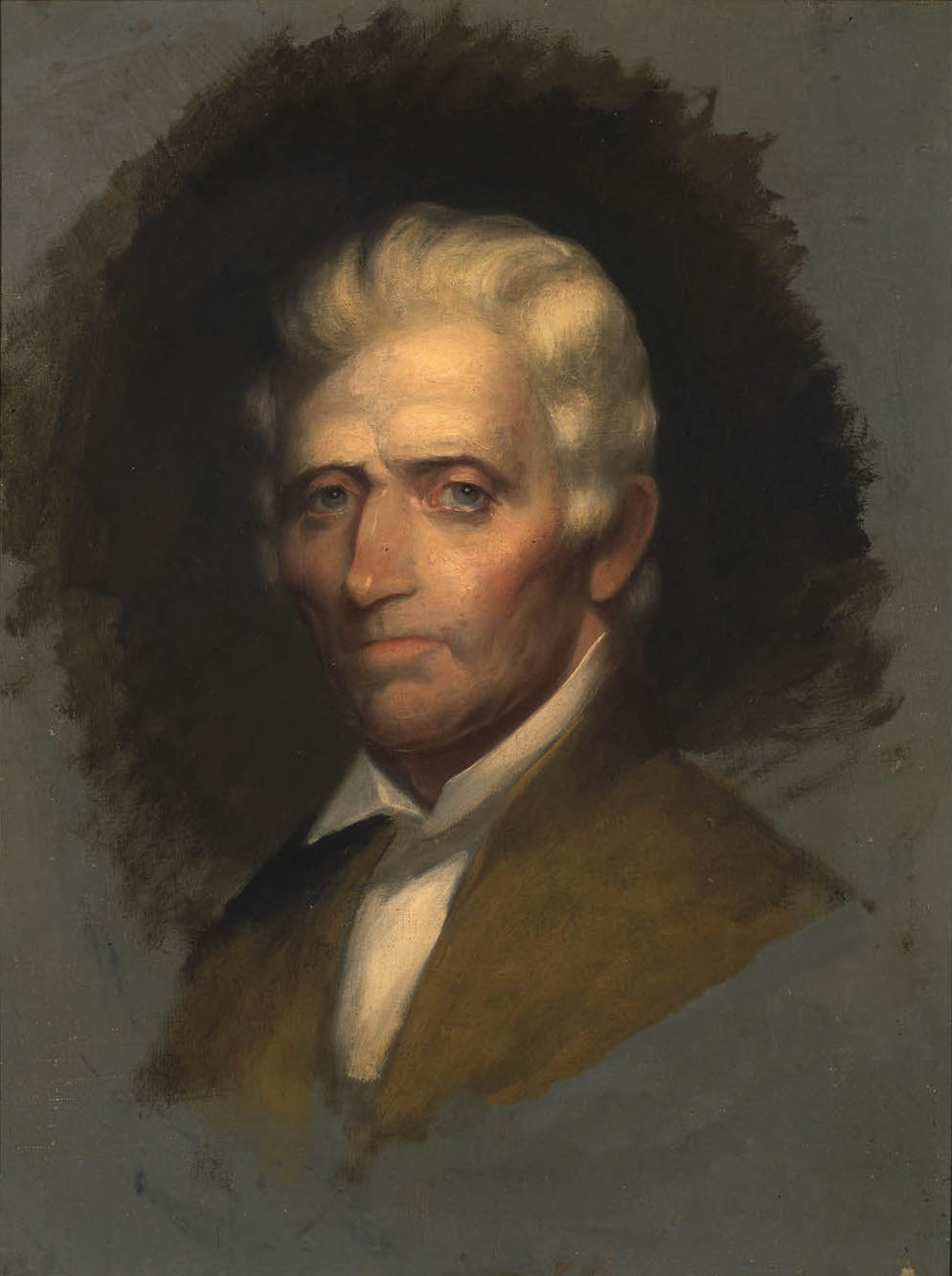
ダニエル・ブーン

ケンタッキー州となった地域に、前史時代にはアメリカ州の先住民族が住んでいたが、探検家や開拓者が1700年代に入り始めたとき、この地域には恒久的な先住民族の定着地は無かった。その代わりに北のショーニー族や南のチェロキー族によって猟場として使われていた。最初に記録に残されたこの地域の探検は、1750年にトマス・ウォーカー博士によって導かれた偵察隊であった。今日のケンタッキー州となった地域の大半は、1768年のスタンウィックス砦条約と1775年のシカモア・ショールズ条約で先住民族から購ったものである。
その後、アパラチア山脈から西では最初の開拓地が、入植者（主にバージニア、ノースカロライナおよびペンシルベニアから）カンバーランド渓谷やオハイオ川を経由して地域に入ることにより設立され、以降急速に成長した。これら初期の探検家や入植者の中で最も有名な者がダニエル・ブーンであり、伝統的にケンタッキー州創設者の一人と考えられている。しかし、オハイオ川の北にいたショーニー族はケンタッキーの開拓について不満であり、アメリカ独立戦争（1775年-1783年）でイギリス軍と同盟して抵抗した。
この頃、開拓者達がこの地域に農業を導入した。タバコ、トウモロコシおよび麻が主な農産物であり、先住民族の狩猟採集的様相と開拓者の生活はあまり差のないものになった。
ケンタッキー州第2の都市で元州都のレキシントンは、独立戦争で初めての戦闘が行われたマサチューセッツのレキシントンに因んで名付けられた。独立戦争の終盤に、ここに砦が構築され、イギリス軍や同盟先住民族に対する守りとされた。ケンタッキーは独立戦争の戦場となり、最後の大きな戦闘の一つブルーリックスの戦いはケンタッキーで戦われた。
うち続く暴力行為のために、1776年までに入植した人は200名足らずだった。

### 民兵の士官
1776年12月6日にケンタッキー郡が創設された後、郡の民兵隊が次のように組織された。
- デイビッド・ロビンソン - 郡副官
- ジョン・ブラウン - 大佐
- アンソニー・ブレッドソー - 大佐
- ジョージ・ロジャース・クラーク - 少佐
- ジョン・トッド - 大尉
- ベンジャミン・ローガン - 大尉
- ダニエル・ブーン - 大尉
- ジェイムズ・ハロード - 大尉

1780年11月、バージニアはケンタッキー郡を3つの郡、ファイエット郡、ジェファーソン郡およびリンカーン郡に分けた。これらの郡の民兵士官は以下の通りだった。
ファイエット郡
ジョン・トッド - 郡副官および大佐（1782年にブルーリックスの戦いで戦死）
ダニエル・ブーン - 中佐
ジェファーソン郡
ジョン・フロイド - 郡副官および大佐（1783年戦死）
リンカーン郡
ベンジャミン・ローガン - 郡副官および大佐
スティーブン・トリッグ - 中佐（1782年にブルーリックスの戦いで戦死）
1781年1月、トーマス・ジェファーソン知事はジョージ・ロジャース・クラークをデトロイトに対する遠征隊のために特別に創られた階級である准将に任命したが、デトロイト攻略はならなかった。将軍としてのクラークはケンタッキーにおける民兵士官としては最高の位であり、ケンタッキー3郡の大佐達の働きを監督した。

## バージニアからの分離
ケンタッキー郡の住人がバージニアから離れたいと考えた理由は幾つかあった。第1に、州都への旅は長く危険なものであった。第2に、先住民族に対して地元の民兵を攻撃的に使う場合はバージニア知事の承認を必要とした。最後に、バージニアはケンタッキーの経済においてミシシッピ川に沿った交易の重要性を認識しなかった。ミシシッピ川河口を支配しているスペイン領ニューオーリンズ植民地との交易は禁じられていた。
ケンタッキー郡の人口が増加するにつれてこれらの問題が大きくなり、ベンジャミン・ローガン大佐は1784年にダンビルで憲法制定会議を招集した。それからの6年間に、この会議は9回開催された。そのうちの一つで、ジェイムズ・ウィルキンソン将軍はバージニア州およびアメリカ合衆国から脱退し、スペイン領の一区分になることを提案したが、この考えは否決された。最終的に1792年6月1日、アメリカ合衆国議会はケンタッキー憲法を承認し、ケンタッキーが合衆国15番目の州になることを認めた。

## 南北戦争前の時代

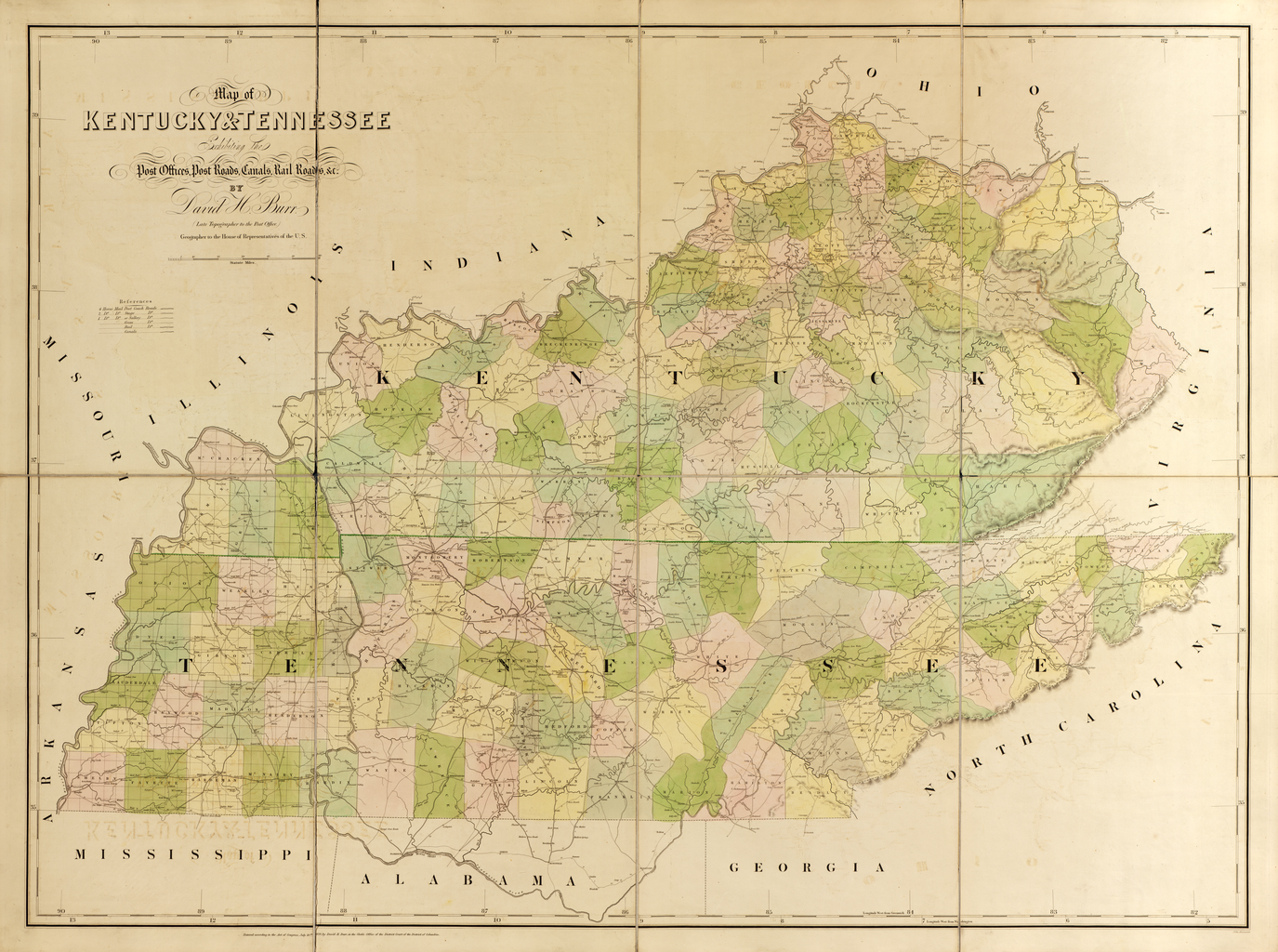
デビッド·H.バリ、1839によってケンタッキー州とテネシー州の地図。

1811年暮れから1812年明けに掛けて、ケンタッキー州西部は、アメリカ合衆国本土で記録された中では最大とされるニューマドリード地震と呼ばれる一連の地震で大きな被害を受けた。これらの地震でミシシッピ川はその流れを変え、ケンタッキー屈曲部ができた。

## 南北戦争の時代
ケンタッキー州は南北戦争中もアメリカ合衆国に忠実なままであったが、境界州でもあった。1861年8月5日に北軍に強く同調する新しい議会ができるまで、公式には中立であった。州民の過半数も北軍同調者であった。1861年9月4日、南軍の将軍レオニダス・ポークがケンタッキー州コロンバスに侵入してケンタッキー州の中立を破った。南軍の侵入に反応した北軍ユリシーズ・グラント将軍がケンタッキー州パデューカに入った。9月7日、南軍の侵略に怒ったケンタッキー州議会はフランクフォートの州議会議事堂に北軍の旗を掲げるように命じ、北軍への忠誠を宣言した。1861年11月、ラッセルビル会議が開かれ、南部の同調者達がアメリカ合衆国からの脱退を目標とする第2州政府を創ろうとしたが、フランクフォートの正規の政府に取って代わることはできなかった。1862年8月13日、南軍のエドマンド・カービー・スミス将軍が指揮する東テネシー軍がケンタッキー州を侵略し、8月28日にはブラクストン・ブラッグ将軍指揮するミシシッピ軍がケンタッキー州内に入って、ケンタッキー方面作戦を開始した。ペリービルの戦いの後でブラッグ軍が退却し、その後の南北戦争の間、州内は北軍の支配下に入った。

## レコンストラクション
ケンタッキー州は奴隷州だったので、レコンストラクション中は軍隊が駐屯した。解放奴隷局の支配下にあり、選任された役人の資産については連邦政府の調査があった。1865年の選挙では、アメリカ合衆国憲法修正第13条の批准が大きな政治課題だった。ケンタッキー州は結局、アメリカ合衆国憲法修正第13条、第14条および第15条の批准を拒否した。民主党がこの選挙を制し、その最初の行動の一つは1862年の国外追放法を撤廃し、アメリカ連合国市民の市民権を回復することだった。
戦後、クー・クラックス・クランはケンタッキー州で極めて活動的だった。1867年から1881年までに、フランクフォート・ウィークリー・コモンウェルス紙は、黒人に対する発砲、私刑および笞打ちを115件報じた。
レコンストラクションは、黒人に対する平等な市民権と婦人参政権を求める運動でもあった。著名な奴隷制度廃止論者カシアス・マーセラス・クレイの娘、ローラ・クレイは婦人参政権運動の行動的指導者であった。
ケンタッキーの麻産業は、マニラ麻が世界でも主要な綱の材料になると、衰退した。このことで、既にケンタッキー州では最大の換金作物であったタバコの生産量が拡大した。

## ウィリアム・ゴーベル知事の暗殺
1899年に共和党公認でウィリアム・S・テイラーがケンタッキー州知事に選ばれたことは予想を覆す出来事だった。この選挙は現在までのケンタッキー州の歴史の中でも最も接戦となった知事選である。民主党候補者ウィリアム・ゴーベルの支持者達が選挙結果について異論を唱えた。
ケンタッキー州上院は民主党議員ばかりの特別査問委員会を設けた。この委員会がゴーベルに有利な結論を出すことが明らかになると、テイラーの支持者達が武装蜂起した。1900年1月19日、1,500名以上の武装市民がケンタッキー州議会議事堂を占領した。アメリカ合衆国は2週間以上、ケンタッキー州が内戦状態に移っていく様子を見守った。現職知事となっていたテイラーは戒厳令を宣言し、公式にケンタッキー州兵を始動させた。
1900年1月30日、2人のボディガードを伴っていたゲーベルが議事堂に向かう途中で狙撃手に撃たれた。ゴーベルは致命傷を負っていたが、翌日ケンタッキー州知事として就任宣誓した。ゴーベルはその傷が故で2月3日に死んだ。
ゴーベル知事の死後4ヶ月近くの間、ケンタッキー州には州の執政責任者として機能する2人の役職者がいた。知事であると主張するテイラーと、ゴーベル知事の副知事候補者でゴーベルが死んだときに就任宣誓を行ったJ・C・W・ベッカムだった。
ベッカム知事はケンタッキー州の執政責任者を決定するために連邦政府の手助けを要請した。アメリカ合衆国最高裁判所は1900年5月26日に最終判決に至り、委員会の裁定を支持してゴーベルが事実上ケンタッキー州知事であるとした。副知事がケンタッキー州の継承順位にあるので、ベッカムがケンタッキー州知事となった。
裁判所の判決が出て直ぐに、テイラーはインディアナ州に逃亡した。テイラーは後にゴーベル知事暗殺の共謀者の一人として告発された。テイラーを送還する試みが失敗し、テイラーは死ぬまでインディアナ州に留まった。

## 20世紀初頭
世紀の変わり目から第一次世界大戦の間に石炭産業が目覚ましい発展を遂げた。多くのケンタッキー人が、とくにアパラチア山脈地域で、自給自足農から石炭坑夫に変わった。多くのケンタッキー人が、州を離れ中西部の工業都市に働きに行った。
同じ時期に、ドイツ人移民がケンタッキー州北部に広く入植した。第一次世界大戦が進行し反ドイツの感情が高まるにつれ、ドイツ人がいることが社会的な不和の種になった。

## 第一次世界大戦
ケンタッキー州はアメリカ合衆国の他の地域同様戦争中に劇的なインフレーションを経験した。多くの社会基盤が造られた。自動車への人気が高まるにつれて、道路が著しく改良された。戦争はケンタッキー州の何千エーカーもの森林が伐採されることにも繋がった。
タバコとウィスキー産業が1910年代に隆盛を極めたが、アメリカ合衆国憲法修正第18条が効力を発揮し、禁酒法が経済に悪影響を及ぼした。禁酒法は密造酒の広がりを生み、20世紀半ばまで続いた。

## 世界恐慌

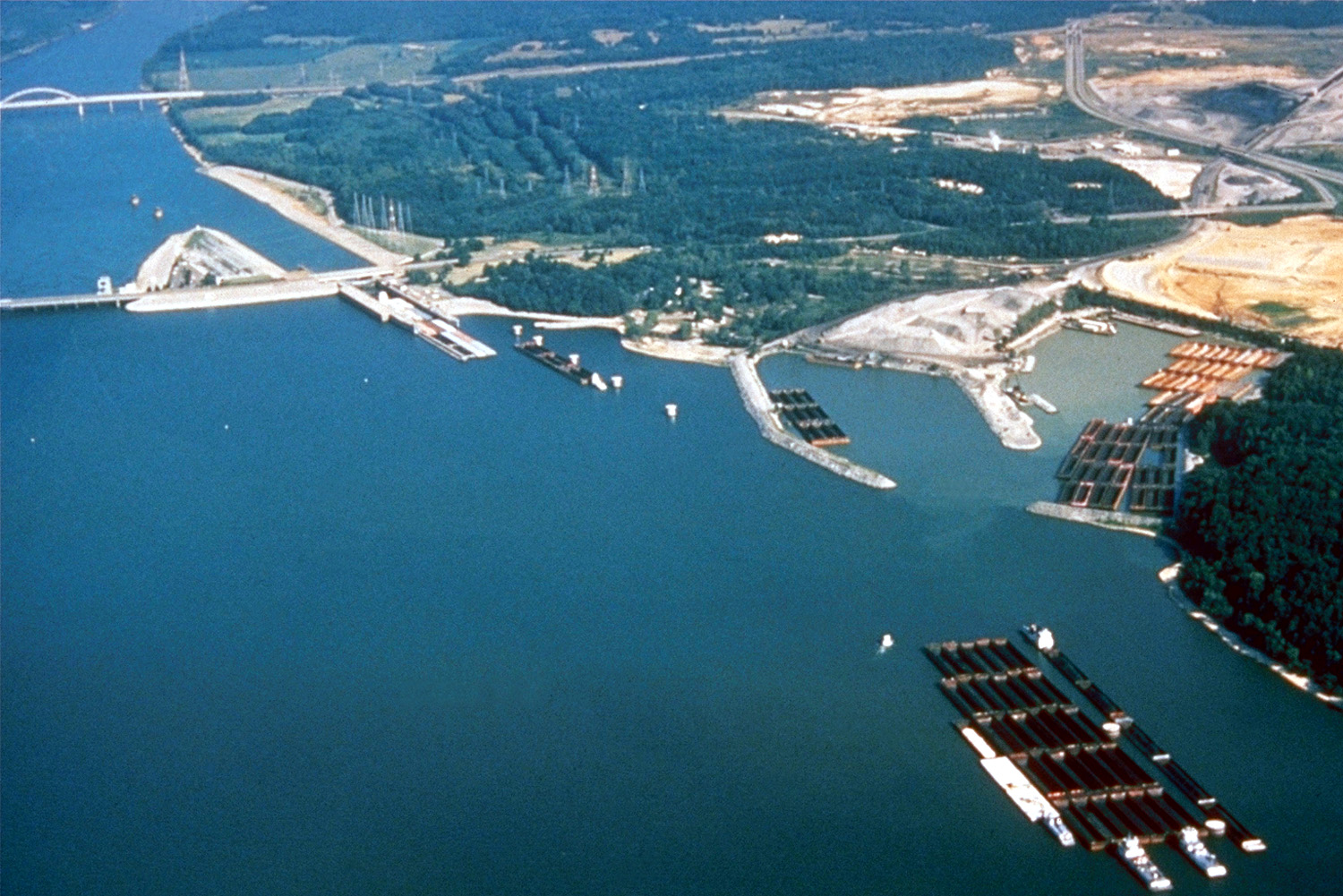
ケンタッキー・ダム

ケンタッキー州はアメリカ合衆国や世界の他の多くの地域同様、1920年代遅くの世界恐慌の波及で大変難しい事態に直面した。失業が拡がり経済成長はほとんど無かった。一方で、ニューディール政策は州内の教育制度を大きく改善し、多くの社会基盤の建設と改良を促進した。道路の創出、電話線の敷設および田園地帯の電化は州にとって重大な発展要因となった。ケンタッキー・ダムとその水力発電所はケンタッキー州西部の人々の生活を大きく変えた。カンバーランド川やミシシッピ川は船の航行性と治水の点に大規模な改良が加えられた。

## 1937年の洪水
1937年1月に始まったオハイオ川の洪水は3ヶ月間もあちこちを水浸しにした。オハイオ州シンシナティの石油タンクが洪水で破壊された時は、川が火の川になった。ケンタッキー州ではケントン郡とキャンベル郡の3分の1が水に浸かった。パデューカ、オーウェンズバラおよびその他のパーチェイス地域の都市が破壊された。洪水の被害は当時の物価で、国全体で2千万ドルに上った。このことがパデューカの特徴ある堤防を初め、パーチェイス地域の膨大なな治水工事に繋がった。

## 第二次世界大戦
第二次世界大戦はケンタッキー州経済にとって工業の重要性を高め、農業の重要性を低める大きな役割を果たした。フォートノックスが拡張され、同時にルイビルの軍需産業が生まれた。ルイビルは世界でも最大の合成ゴムの生産地となった。ジェファーソンビルの造船所やその他あらゆる所で多くの専門職を生んだ。ルイビルのフォード工場は戦争中におよそ10万台のジープを生産した。戦争中や戦後には技術に対する需要が高まり、高学歴も大いに要求するようになった。

## 戦争中の著名なケンタッキー州人
ヘンダーソン郡のハズバンド・キンメルは太平洋艦隊を指揮した。ハロッズバーグ出身の66名はバターン死の行進を経験した。フランクフォートのエドガー・アースキン・ヒュームは、ローマ占領後にそこの軍政府長官を務めた。ケンタッキー州生まれのフランクリン・スースリーは硫黄島にアメリカ国旗を掲げる写真に撮影された。ハロッズバーグ住人のジョン・サドラーは戦争捕虜として長崎の原子爆弾を目撃した。ケンタッキー州人で7人が名誉勲章を受けた。戦争に306,364人が従軍し、7,917人が戦死した。
『リベット工ロージー』のモデルの一人、ローズ・ウィル・モンローはプラスキー郡の生まれであった。

## 戦後
戦後、州間高速道路の発展でケンタッキー州の最も離れた所同士でも容易にアクセスが可能になった。
農業は依然として重要ではあるが、多くの地域で工業にその場を奪われた。1970年までに、田園地帯の人口を都市人口が上回った。全体における重要さは落ちたものの、タバコの生産は州経済の重要な部分を占めたままである。
現在、マリファナが最大の換金作物である。その栽培は違法であるが、田園地帯の至る所に植えられている。この地域にかって蔓延した密造酒文化の再来として見る者もいる。マリファナは法の強制で発見したり根絶するのが難しいケンタッキー州東部の丘陵地帯で広く栽培されている。1997年のNORML（マリファナ法改革国家組織）による研究では、毎年80万本以上のマリファナが栽培され、生産者価格で13億ドルになると言われている。

### 特化した学術研究
- Bakeless, John. Daniel Boone, Master of the Wilderness (1989)
- Blakey, George T. Hard Times and New Deal in Kentucky, 1929-1939 (1986)
- Coulter, E. Merton. The Civil War and Readjustment in Kentucky (1926)
- Davis, Alice. "Heroes: Kentucky's Artists from Statehood to the New Millennium" (2004)
- Ellis, William E. The Kentucky River (2000).
- Faragher, John Mack. Daniel Boone (1993)
- Fenton, John H. Politics in the Border States: A Study of the Patterns of Political Organization, and Political Change, Common to the Border States: Maryland, West Virginia, Kentucky, and Missouri (1957)
- Ireland, Robert M. The County in Kentucky History (1976)
- Klotter, James C.; Lowell Harrison, James Ramage, Charles Roland, Richard Taylor, Bryan S. Bush, Tom Fugate, Dixie Hibbs, Lisa Matthews, Robert C. Moody, Marshall Myers, Stuart Sanders and Stephen McBride (2005). Jerlene Rose. ed. Kentucky's Civil War 1861-1865. Back Home In Kentucky Inc. ISBN 0-9769231-1-4
- Klotter, James C. Kentucky: Portrait in Paradox, 1900-1950 (1992)
- Pearce, John Ed. Divide and Dissent: Kentucky Politics, 1930-1963 (1987)
- Remini, Robert V. Henry Clay: Statesman for the Union (1991).
- Sonne, Niels Henry. Liberal Kentucky, 1780-1828 (1939)
- Tapp, Hambleton and James C Klotter. Kentucky Decades of Discord, 1865-1900 (1977)
- Townsend, William H. Lincoln and the Bluegrass: Slavery and Civil War in Kentucky (1955)
- Waldrep, Christopher Night Riders: Defending Community in the Black Patch, 1890-1915 (1993) tobacco wars